# Рафаель Робінсон
Рафаель Мітчел Робінсон (англ. Raphael Mitchel Robinson, 2 листопада 1911 - 27 січня 1995) — американський математик, зробивший значний внесок у розвиток математичної логіки.

## Біографія
Народився в 1911 році в Нейшенал-Сіті, був наймолодшим із чотирьох дітей. Його батько, Бертрам Робінсон, був адвокатом, постійно перебував у роз'їздах, тому Рафаель виріс з матір'ю Бессі Стівенсон, яка працювала вчителькою початкових класів. Вступив у Каліфорнійський університет в Берклі, де в 1932 році здобув ступінь бакалавра, в 1933 — магістра, а в 1935 Ph.D. У цей час в країні панувала Велика депресія, роботу було знайти дуже важко, і Рафаель був змушений погодитися працювати на півставки в Браунівському університеті, незважаючи на те, що отримуваної в результаті зарплати не вистачало на життя. Два роки життя в бідності призвели до того, що Рафаель Робінсон став страждати на туберкульоз. У 1937 році економічна ситуація покращилася, і він став штатним викладачем в Берклі.
У 1939 році на курс теорії чисел, який читав Робінсон, стала ходити Джулія Боумен. Вони стали проводити багато часу разом, а коли вона позбулася роботи, то Єжи Нейман зміг знайти невелику кількість грошей щоб влаштувати її своєю асистенткою, в результаті чого вона змогла в 1941 році отримати ступінь магістра. 22 грудня 1941 вони одружилися, однак після цього, згідно з чинними правилами, Джулія не могла залишатися в числі викладачів математичного факультету.
У 1949 році Рафаель Робінсон став професором. У 1973 році пішов на пенсію. Після того, як в липні 1985 року померла його дружина, в наступному році він заснував Фонд Джулії Боумен-Робінсон (англ. Julia Bowman Robinson Fund). 4 грудня 1994 Рафаель Робінсон переніс інсульт, і вісім тижнів по тому помер.

## Наукові досягнення
Робінсон працював у багатьох галузях математики. Його докторська дисертація була присвячена комплексному аналізу, однак він також працював в галузі логіки, теорії множин, геометрії, теорії чисел і комбінаторики. Він вніс великий внесок у підстави математики, показавши, що велика кількість математичних теорій є нерозв'язними: теорія груп, теорія ґраток, проективна геометрія, замкнуті алгебри. У 1950 році ним був побудований приклад формальної арифметики, яка була скінченно аксіоматизована, але неповна і нерозв'язна. Таким чином був отриманий контрприклад до гіпотези про те, що істотно нерозв'язна теорія обов'язково повинна мати нескінченне число аксіом. Використовуючи перші комп'ютери для вирішення проблем теорії чисел, він запрограмував на комп'ютері SWAC (англ. Standards Western Automatic Computer) Тест Люка — Лемера і перевірив для всіх n < 2304 чи є числа виду 2n − 1 простими, в результаті чого було знайдено п'ять нових простих чисел Мерсенна. Також він займався проблемами замощення площині, і в 1978 році опублікував статтю «Нерозв'язність проблеми замощення гіперболічної площини». З нерозв'язності проблеми замощення слідувала нерозв'язність проблеми зупинки для машин Тюрінга, у 1991 році 80-річний Робінсон опублікував працю «Мала універсальна машина Тюрінга по Мінському», в якій описав універсальну машину Тюрінга, в програмі якої було всього 4 символи і 7 станів. Останню свою велику статтю «Дві фігури на гіперболічній площині» Робінсон опублікував у 1994 році, коли йому було вже 83 роки.